# Batalha do Vimeiro
A Batalha do Vimeiro foi travada no dia 21 de agosto de 1808, durante a primeira invasão francesa de Portugal, no âmbito da Guerra Peninsular (1807 – 1814). Nesta batalha defrontaram-se as forças anglo-lusas comandadas pelo tenente-general Sir Arthur Wellesley e as forças francesas comandadas pelo general Jean-Andoche Junot. A batalha resultou numa vitória para as forças anglo-lusas e determinou o fim da primeira invasão francesa de Portugal.

## Antecedentes
O Exército de Observação da Gironda atravessou a Espanha e entrou em Portugal no dia 17 de Novembro de 1807, acompanhado por três divisões espanholas. No dia 30 daquele mês, pelas 09h30, Junot entrava em Lisboa com cerca de 1,5 mil homens, esgotados da violenta marcha que acabavam de fazer. O grosso do exército chegou nos dias seguintes em condições igualmente deploráveis. Não só não houve resistência à invasão como também houve a preocupação das autoridades, seguindo as diretivas reais, não hostilizarem o invasor.
Junot estava a trabalhar para Napoleão Bonaparte (Imperador de França).
Quando eclodiu a revolta em Espanha (2 de Maio de 1808), a posição de Junot tornou-se difícil de sustentar, porque nas tropas espanholas que o tinham acompanhado surgiam indícios de simpatia pela revolta. Em Junho e Julho de 1808, as revoltas surgiram também em Portugal. Elas levaram à decisão de enviar um contingente britânico. Após terem sido coordenados os apoios necessários com a Junta Provisional do Governo Supremo do Reino, que se formara no Porto, uma força expedicionária britânica iniciou o seu desembarque em Lavos, a sul da Figueira da Foz, no dia 1 de agosto. O comando da força era da responsabilidade do tenente-general Sir Arthur Wellesley. Das forças de Bernardim Freire de Andrade, que comandava um corpo de tropas portuguesas vindo do norte em direção à Península de Lisboa, juntaram-se aos britânicos 2 592 homens, que formaram o Destacamento Português, sob o comando do tenente-coronel Nicholas Trant.
Informado do desembarque, Junot enviou o general Delaborde, no dia 6 de agosto, com uma força relativamente pequena, com a missão de observar e, se possível, impedir o avanço inimigo. Em consequência, travou-se o Combate da Roliça, no dia 17 de agosto, a sul de Óbidos. Os aliados obrigaram os franceses a retirar, mas estes cumpriram a sua missão, pois deram a Junot o tempo necessário para organizar as suas unidades.
Após o Combate da Roliça, Wellesley dirigiu as suas forças para a região do Vimeiro, com a finalidade de proteger o desembarque das brigadas comandadas pelos brigadeiros-generais Anstruther e Acland. No dia 19, ele tinha ocupado as posições à volta daquela povoação. A 7.ª Brigada tinha desembarcado no dia 19, mas a 8.ª Brigada, no dia 21, só tinha desembarcado metade das tropas. Junot tinha as suas forças concentradas em Torres Vedras. No dia 20, ao fim da tarde, ele dirigiu-se ao encontro das forças anglo-lusas. Pela meia noite, já se ouvia o rumor provocado pelos carros e cavalos, no Vimeiro.

## O campo de batalha
A povoação do Vimeiro situa-se na margem direita do rio Alcabrichel, a 14 km a noroeste de Torres Vedras e 8 km a sul da Lourinhã. No Sudeste da povoação, existe uma colina que foi ocupada pelas brigadas de Anstruther e Fane. Hoje existe nessa colina um monumento comemorativo do centenário da batalha, mandado erguer pelo rei Dom Manuel II.
O rio Alcabrichel corre de sul para norte; a seguir ao Vimeiro, curva em direção ao mar (oeste). O seu percurso, pouco antes de chegar ao Vimeiro, marca um vale com ladeiras íngremes na margem esquerda. Nesta, entre o Vimeiro e o mar, forma-se uma linha de elevações, de onde se pode dominar o vale do Maceira e as praias junto à sua foz.
A norte do Vimeiro, entre ravinas difíceis de transpor, situa-se uma outra linha de elevações, por onde se atinge, em estradas secundárias, Ventosa, Santa Bárbara, Casal Novo, Lourinhã. A sul de Ventosa, no vale, existe a povoação de Toledo. A primeira daquelas povoações marca a posição norte posteriormente ocupada pelas brigadas de Ferguson, Nightingale e Bowes.

## As forças em presença[1]

### As forças anglo-lusas
O exército de Wellesley estava organizado em brigadas e apresentava um efetivo de 18 878 homens, dos quais 2 100 eram portugueses. A sua estrutura era a seguinte:
| Unidades    | Subunidades                                | Comando                                  | Efectivos |
| ----------- | ------------------------------------------ | ---------------------------------------- | --------- |
| 1.ª Brigada | 1/5th, 1/9th e 1/38th Foot                 | Major-general Rowland Hill               | 2 658     |
| 2.ª Brigada | 36th, 1/40th e 1/71 Foot                   | Major-general Ronald Ferguson            | 2 449     |
| 3.ª Brigada | 29th e 1/82nd Foot                         | Brigadeiro-general Miles Nightingall     | 1 520     |
| 4.ª Brigada | 1/6th e 1/32nd Foot                        | Brigadeiro-general Barnard Bowes         | 1 813     |
| 5.ª Brigada | 1/45th e 91st Foot                         | Brigadeiro-general James Catlin Craufurd | 1 832     |
| 6.ª Brigada | 1/50th, 5/60th e 2/95th Foot               | Brigadeiro-general Henry Fane            | 2 005     |
| 7.ª Brigada | 2/9th, 2/43rd, 2/52nd e 2/97th             | Brigadeiro-general Robert Anstruther     | 2 703     |
| 8.ª Brigada | 2nd, 20th (7,5 compas) e 1/95th (2 compas) | Brigadeiro-general Wroth Palmer Acland   | 1 332     |

A cavalaria formava um corpo sob o comando do tenente-coronel C. D. Taylor e era formada por forças do 20.º Regimento de Dragões Ligeiros (20th Light Dragons) com um efectivo de 240 homens e pela cavalaria portuguesa com um efectivo de 258 homens. A artilharia (Royal Artillery), sob comando do tenente-coronel W. Robe, dispunha de três baterias, um total de 18 bocas de fogo e 226 homens. A infantaria portuguesa estava sob comando do tenente-coronel Nicholas Trant. As forças portuguesas, infantaria e cavalaria, eram constituídas por efectivos das unidades seguintes: 

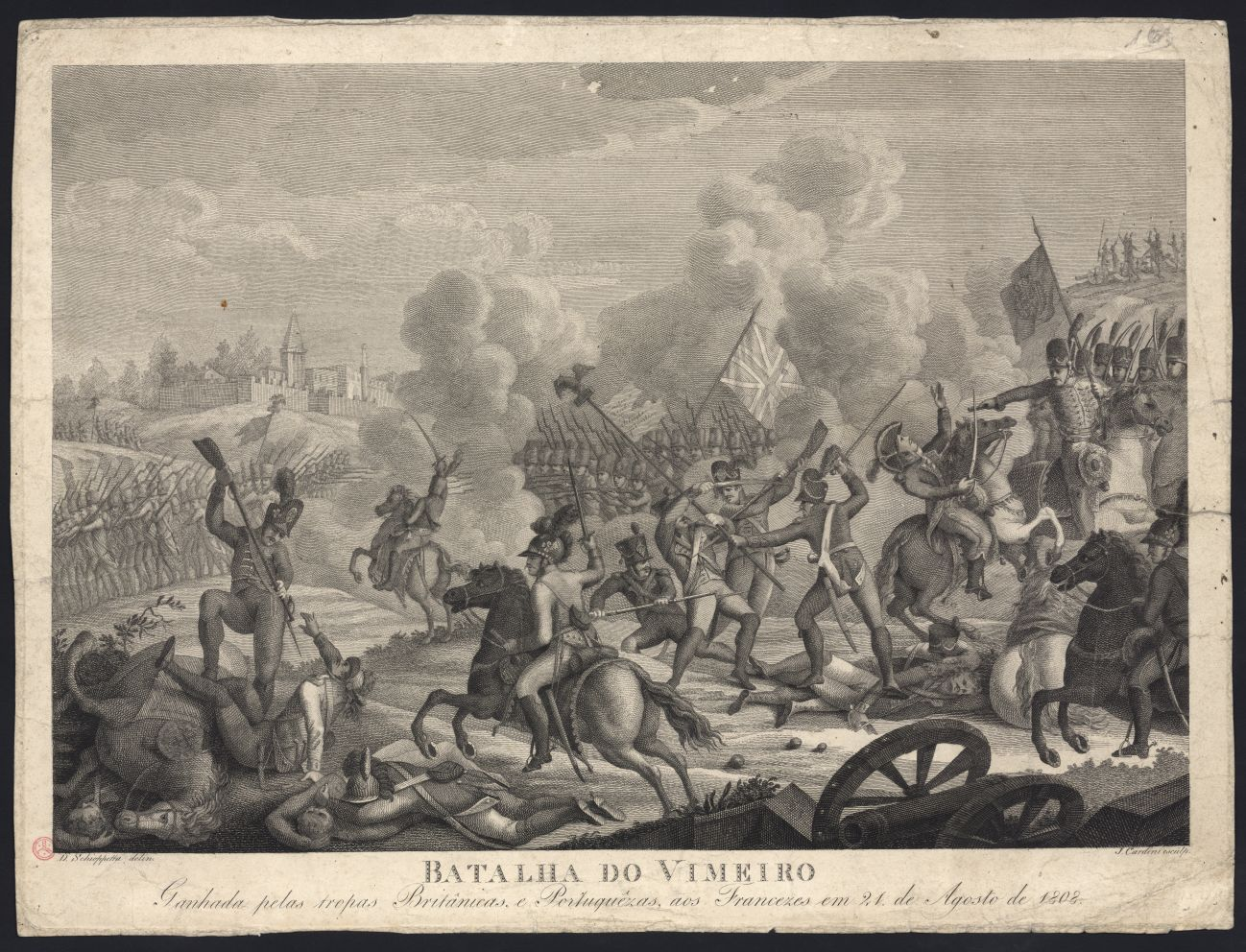
Representação da Batalha do Vimeiro. ESQUIOPPETTA, Domingo. Gravura água-forte, P&B, entre 1810 e 1812.

| Unidade                        | Efectivos |
| ------------------------------ | --------- |
| Regimento de Cavalaria 6       | 104       |
| Regimento de Cavalaria 11      | 50        |
| Regimento de Cavalaria 12      | 104       |
| Cavalaria da Polícia de Lisboa | 41        |
| Regimento de Infantaria 12     | 605       |
| Regimento de Infantaria 21     | 605       |
| Regimento de Infantaria 24     | 304       |
| Caçadores do Porto             | 569       |

### As forças francesas
As forças que Junot utilizou na Batalha do Vimeiro tinham um efectivo perto dos 14 000 homens. A sua organização de origem é a que seguir se indica:
| Unidades               | Subunidades                 | Comando                                                | Efectivos |  |
| ---------------------- | --------------------------- | ------------------------------------------------------ | --------- |  |
| 1.ª Divisão            |                             | General Henri-François Delaborde                       |           |  |
|                        | Brigada Brennier            | General Antoine-François, conde Brennier de Montmorand | 3 445     |  |
|                        | Brigada Thomières           | General Jean-Guillaume-Barthélemy, barão de Thomières  | 1 569     |  |
| 2.ª Divisão            |                             | General Louis-Henri Loison                             |           |  |
|                        | Brigada Solignac            | General Jean-Baptiste Solignac                         | 3 008     |  |
|                        | Brigada Carlot              | General Hugues Charlot                                 | 1 413     |  |
| Reserva de Granadeiros |                             | General François-Étienne, conde Kellermann             |           |  |
|                        | 1.º Regimento (2 batalhões) | Coronel Maransin                                       | 2 100     |  |
|                        | 2.º Regimento (2 batalhões) | Coronel Saint-Clair                                    | 2 100     |  |

A cavalaria francesa era constituída por uma divisão sob comando do general Pierre Margaron, com as subunidades seguintes:
| Subunidades                           | Efectivos |
| ------------------------------------- | --------- |
| 1.ª Regimento Provisório de Caçadores | 263       |
| 3.º Regimento Provisório de Dragões   | 640       |
| 4.º Regimento Provisório de Dragões   | 589       |
| 5.º Regimento Provisório de Dragões   | 659       |
| Esquadrão de voluntários              | 100       |

A artilharia francesa dispunha de 23 bocas de fogo.

## A batalha
Após a Batalha da Roliça (17 de agosto de 1808), Wellesley dirigiu as suas forças para as posições do Vimeiro, com a finalidade de proteger o desembarque de mais duas brigadas na praia de Porto Novo, na foz do Rio Alcabrichel. A primeira destas brigadas, sob comando do brigadeiro-general Robert Anstruther, desembarcou no dia 19. No dia 20, a segunda brigada, sob comando do brigadeiro-general Wroth Palmer Acland, iniciou o desembarque. Na manhã do dia seguinte, porém, ainda faltava desembarcar um terço das forças. Entretanto, Wellesley posicionou no terreno todas as forças desembarcadas.

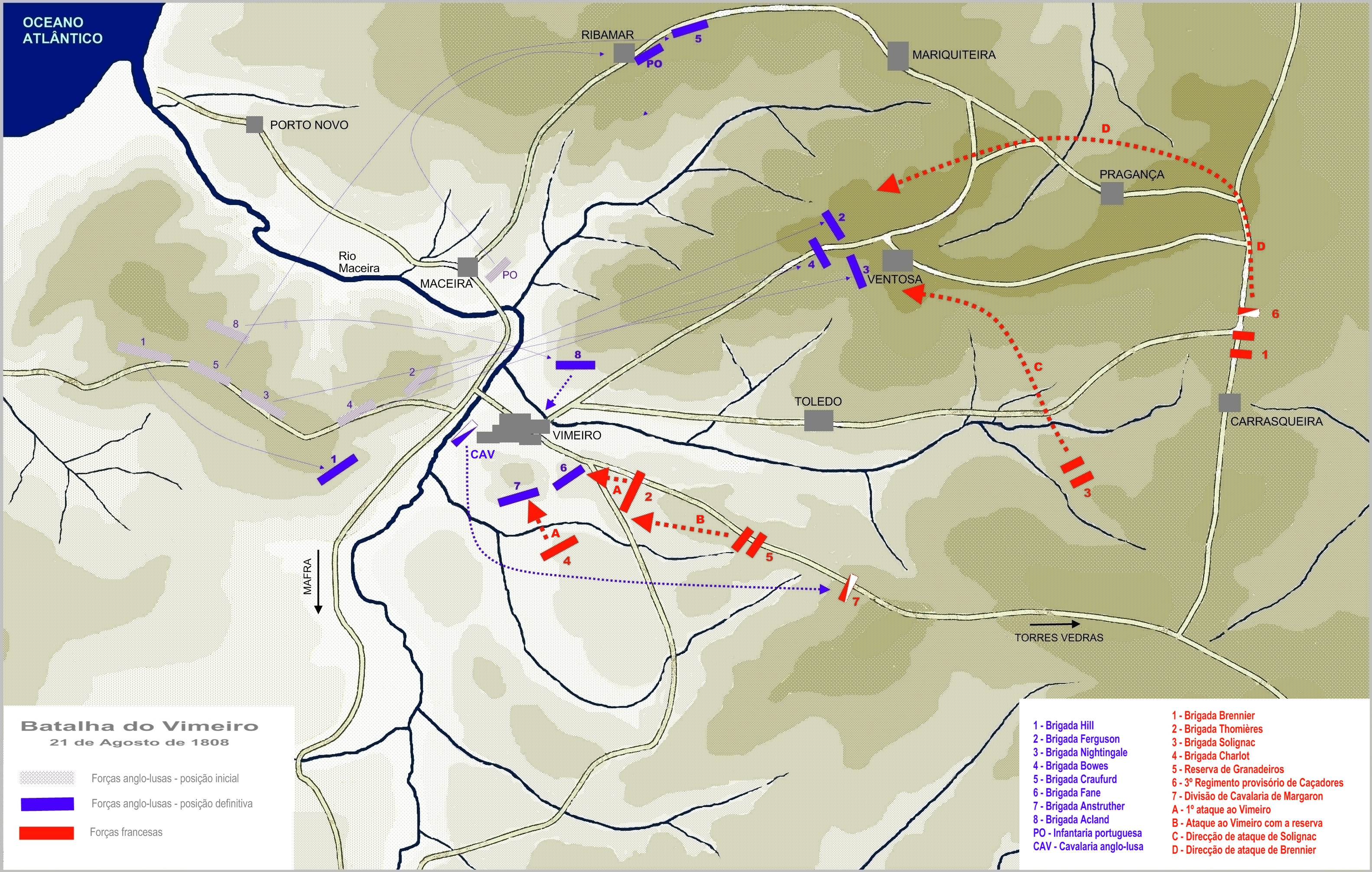
Esquema das posições e movimentos das unidades na Batalha do Vimeiro

A intenção de Wellesley era, após o desembarque, caso não fosse atacado pelos franceses, continuar o seu movimento em direcção a Lisboa, pela estrada de Mafra. No dia 20 de agosto, Wellesley tomou conhecimento da chegada do tenente-general Sir Harry Burrard, oficial mais antigo que Wellesley. Por isso, aquele deveria assumir o comando. Os dois generais encontraram-se a bordo do navio Brazen, perto da foz do Rio Alcabrichel. Burrard decidiu que não seriam efectuados quaisquer movimentos para sul, até se lhes juntar uma divisão sob comando do tenente-general Sir John Moore, que se encontrava já ao largo da costa portuguesa. Burrard decidiu, contudo, passar mais uma noite a bordo. Dessa forma, o comandante das forças anglo-lusas durante a Batalha do Vimeiro foi Wellesley.
As forças anglo-lusas foram colocadas por forma a enfrentar um ataque francês lançado de sul para norte (ver Mapa da Batalha do Vimeiro). Segundo Wellesley, seria esta a sua acção mais provável. Então foram colocados na linha de alturas a sul do Rio Alcabrichel, viradas para sul, numa primeira linha, de oeste para leste (do mar para o interior), as brigadas de Hill, de Craufurd e de Nightingale; numa segunda linha, a brigada (ainda incompleta) de Acland. Na mesma linha de alturas, mas viradas para sudeste, estavam as brigadas de Bowes e de Ferguson. Na colina do Vimeiro, a sudeste daquela povoação, estava colocada a brigada de Anstruther e, à sua esquerda, a de Fane. As forças portuguesas sob o comando do tenente-coronel Trant estavam posicionadas a norte do Rio Alcabrichel, a leste da povoação com o mesmo nome, prontas a serem utilizadas como reserva de Anstruther e Fane. Um corpo de cavalaria com 500 sabres (240 britânicos e 260 portugueses) estava posicionado nas margens do Rio Alcabrichel, ocultos pela colina do Vimeiro. A artilharia estava distribuída da forma seguinte: oito peças na linha de alturas a sul do Rio Alcabrichel, seis peças com a brigada de Anstruther e quatro em reserva.
No dia 20 ao fim da tarde, Junot tinha as suas forças concentradas em Torres Vedras, de onde saiu ao encontro do exército de Wellesley. À frente, uma guarda avançada de cavalaria, o 3.º Regimento Provisório de Caçadores, seguido das divisões de Delaborde e de Loison, da Reserva de Granadeiros, a artilharia, os trens e a Divisão de Cavalaria de Margaron. Pela meia noite, já se ouvia no Vimeiro o ruído provocado pelos carros e cavalos mas, como Junot deu um período de descanso às sua tropas antes do ataque, só pelas 09h00 do dia 21 as forças francesas se aproximaram das posições inimigas. Quando o movimento dos franceses pôde ser observado, ficou claro que não iam atacar as posições a sul do Rio Alcabrichel, mas continuavam o seu movimento para norte. Só começaram a desenvolver as suas forças num dispositivo de ataque quando se encontravam a leste do Vimeiro e a sua guarda-avançada de cavalaria, seguida de uma coluna de infantaria (a Brigada Brennier), continuou a avançar para norte. Ficava claro para Wellesley que os franceses iriam, por um lado, atacar o centro/esquerda da sua posição e, por outro lado, tornear a sua posição por norte, podendo vir a atacar na direcção definida pela estrada da Lourinhã.
Wellesley reagiu prontamente a esta nova situação e alterou o seu dispositivo. Para a posição da Ventosa seguiram de imediato as brigadas de Fergunson e Nightingale, que estabeleceram aí uma linha defensiva, indo posicionar-se atrás, em reserva, à brigada de Bowes. A brigada de Craufurd e as tropas portuguesas de Trant moveram-se para norte num movimento demorado, através da linha de alturas, mais perto do mar e posicionaram-se na região de Ribamar, a fim de protegerem o flanco esquerdo das forças na Ventosa. A brigada de Acland passou para norte do Maceira e foi posicionada junto à estrada para a Ventosa, em reserva, pronta a acudir as forças de Antruther e Fane ou às forças na região da Ventosa. A brigada de Hill permaneceu na linha de alturas, a sul do Rio Alcabrichel, mas posicionou-se próximo das posições do Vimeiro.
Junot reagiu ao reajustamento do dispositivo de Wellesley e reforçou o corpo de tropas que ia atacar mais a norte com a Brigada Solignhac, da Divisão Loison. Ao tomar esta atitude, ele colocou, no ataque a norte, sete batalhões de 6 450 homens, ou seja, cerca de 56% de toda a sua infantaria. A enfrentá-los, os franceses iriam encontrar, no mínimo, as brigadas de Ferguson, Nightingale e Bowes, ao todo sete batalhões com um total de 5 782 homens, embora com possibilidade de serem reforçados pela brigada de Craufurd (1 832 homens - dois batalhões), pelo corpo de tropas portuguesas (2 100 homens) e pela brigada de Acland (1 332 homens - cerca de dois batalhões).
O ataque principal seria lançado na direcção da colina do Vimeiro, com as brigadas Thomières e Charlot, num total de 5 080 homens organizados em oito batalhões de infantaria mais duas companhias suíças, tendo como reserva o corpo formado pelas companhias de granadeiros, 2 100 homens organizados em quatro batalhões, sob comando de Kellermann. A enfrentá-los encontravam-se, numa primeira linha 4 708 homens organizados em sete batalhões (brigadas de Anstruther e Fane) e numa segunda linha 3 990 homens (brigadas de Hill e Acland).
Os ataques no Vimeiro e na Ventosa não foram lançados simultaneamente. O primeiro ataque foi lançado, às 10h00, contra a posição do Vimeiro, com as brigadas de Thomières e de Charlot, e foi repelido. Foram empregues, das forças de reserva, dois batalhões sob comado do coronel St. Claire, num novo ataque que foi igualmente repelido. Junot decidiu ainda empregar os outros dois batalhões em reserva, sob o comando do coronel Maransin, que, apesar de terem entrado na povoação, acabaram igualmente repelidos. Neste combate, além das forças em primeira linha de Anstruther e Fane, foram empregues forças da Brigada de Acland: duas companhias do 95th Rifles e as duas companhias de infantaria ligeira dos seus dois batalhões de linha. A eficácia da artilharia britânica e o emprego de granadas shrapnell - foi a sua primeira utilização em campanha - ajudou ao sucesso dos defensores. Junot iniciou então a retirada da região do Vimeiro e Wellesley fez avançar o seu corpo de cavalaria, sob comando do coronel Taylor. Este perseguiu os franceses, mas as forças portuguesas retiraram em desordem perante a reacção inimiga. Tendo avançado demasiado, este corpo de cavalaria (os britânicos) acabaram por se envolver com a cavalaria do general Margaron e sofreram pesadas baixas, entre elas o coronel Taylor.
No lado da Ventosa, o ataque foi lançado mais tarde, primeiro pela Brigada Solignac e depois pela Brigada Brennier. Solignac, que pretendeu seguir o percurso mais curto, viu o seu avanço muito dificultado por uma ravina profunda que passa a sul de Toledo. No fim da subida para a Ventosa foi surpreendido por uma força britânica mais forte que o esperado e foi batido com alguma facilidade. Brennier tinha seguido um caminho mais longo, mas praticável, e acudiu a partir da linha de alturas que se estende para além de Pragança. As forças de Ferguson foram surpreendidas pelo ataque da Brigada de Brennier e pela cavalaria - cerca de 640 sabres - que o acompanhava, mas a reação britânica foi eficaz e repeliu o ataque com pesadas baixas para os franceses. Solignac foi ferido no ataque, assim como Brennier que ficou prisioneiro.
Os franceses não tinham mais forças para empenhar e iniciaram a retirada para Torres Vedras. As forças britânicas sofreram 135 mortos, 534 feridos e 51 extraviados. Dos seus batalhões, 7 estavam intactos por não terem chegado a combater (as forças das brigadas de Hill, Bowes, Craufurd e parte da brigada de Acland, assim como o corpo de tropas portuguesas do tenente-coronel Trant). Os franceses sofreram cerca de 1,4 mil mortos e feridos, e 400 prisioneiros. Das 23 peças de artilharia que levavam, 13 caíram em poder dos britânicos.
Não foi lançada a perseguição às forças francesas em retirada. Sir Harry Burrard já tinha desembarcado e, no final da batalha, Wellesley entregou-lhe o comando, mas ele entendeu que devia esperar pelas forças de Sir John Moore. Entretanto, os franceses só conseguiram voltar a reunir as suas unidades em Torres Vedras no dia seguinte.

## Consequências da batalha
Sir Harry Burrard, ao assumir o comando das forças, determinou que não haveria perseguição e que esperariam pela divisão de Sir John Moore, que deveria desembarcar em breve. Ainda no dia 21 de manhã, desembarcou na praia de Porto Novo outro oficial, que deveria assumir por sua vez o comando das forças: Sir Hew Dalrymple. Com pouca experiência de campanha, sem o espírito audacioso de Wellesley, decidiu igualmente por esperar Sir John Moore. Entretanto, o exército que se encontrava no Vimeiro, marchando ao longo da costa, contornou Torres Vedras e dirigiu-se para Mafra. Moore só iniciou o desembarque no dia 25 e este prolongou-se até ao dia 30.
Em Torres Vedras, Junot e os seu generais reuniram-se para analisarem a situação. Resolveram que o exército não estava em condições de enfrentar nova batalha e que a melhor saída desta situação era tentarem negociar com os britânicos. Os franceses cediam Lisboa com todos os seus armazéns e riquezas intactos em troca da possibilidade de retirarem o exército para França em condições de segurança. Isto significava também que Kellermann foi encarregue destas negociações. O resultado das negociações que se seguiram foi a Convenção de Sintra que tão grande escândalo provocou. Em Setembro, as forças francesas saíam de Portugal.